# Jesus Born on This Day
Jesus Born on This Day – piosenka, która została wytypowana na drugi singel promujący albumu Merry Christmas. Piosenka została napisana i wyprodukowana przez Mariah Carey i Waltera Afanasieff'a.

## O piosence
Piosenka opowiada o narodzeniu się Jezusa Chrystusa oraz radości, jaką powoduje to wydarzenie wśród ludzi w czasie świąt bożego narodzenia.

## Singel
Singel został wydany w listopadzie 1994 roku i został rozesłany do rozgłośni radiowych oraz dla celów promocyjnym w USA był dołączony do albumu. Singiel nie został wydany jako nośnik komercyjny oraz do piosenki nie powstał teledysk.
- CSK 6645

1. Jesus Born on This Day
2. O Holy Night
3. Jesus Oh What a Wonderful Child